# Ducati Multistrada

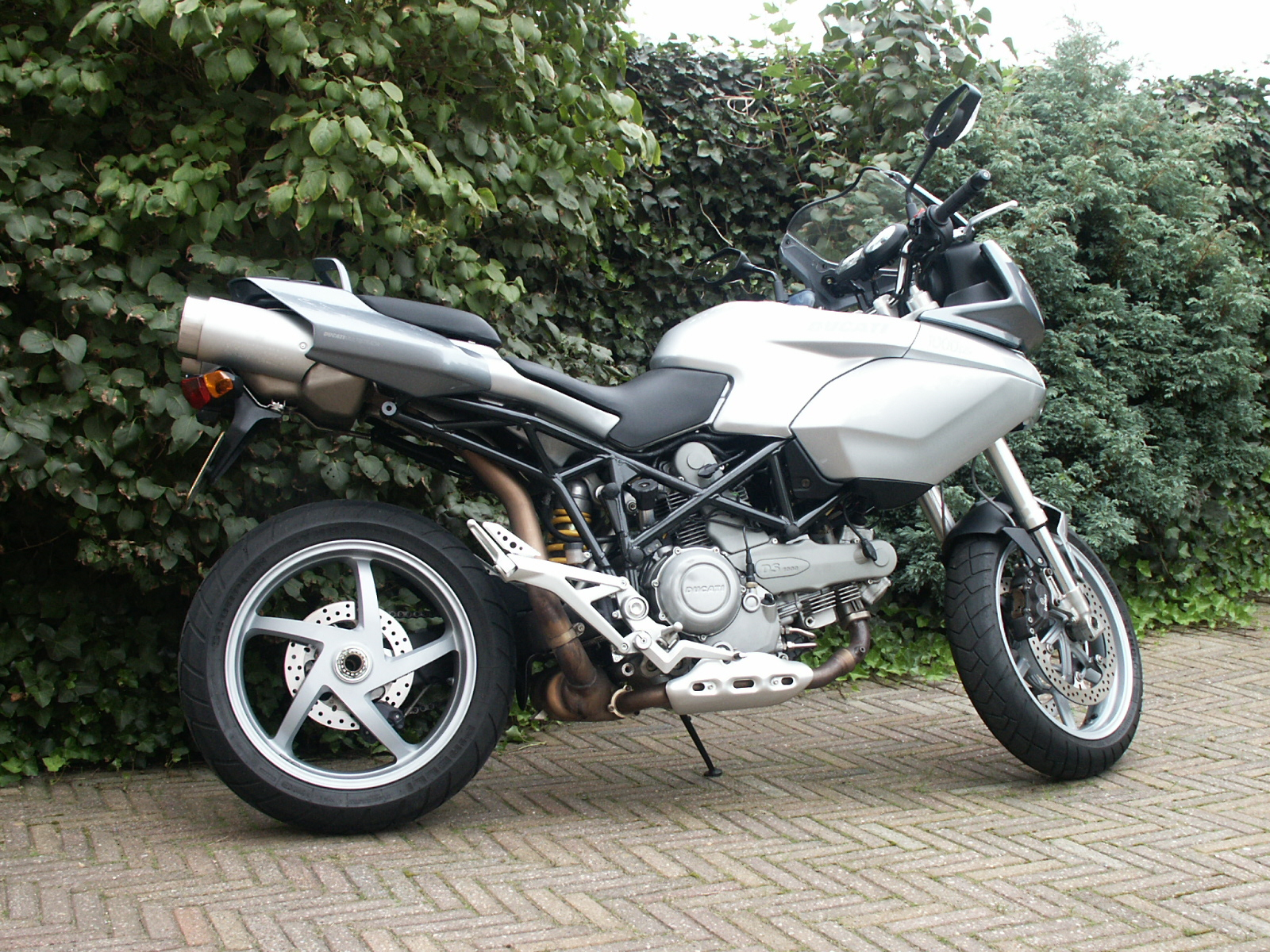
De 1000

De Ducati Multistrada is een type motorfiets, gemaakt door Ducati. Dit type motorfiets wordt gemaakt vanaf 2003. De Multistrada is er in vier uitvoeringen: de 1000, 1100, 1200 en de 620. Vroeger was er ook een 1000 cc, maar dit model is vervangen door de 1100. De Multistrada is een crossover (kruising) tussen een sport en een offroad. Het motorblok in de Multistrada 1100 is een luchtgekoeld L-twinmotorblok van 1078 cc. Dit blok is een opgeboorde versie van het 1000-blok. In de Multistrada 1100 levert het motorblok 95 pk en 105 nm. Dit is een tweeklepperblok, dat net als de 620 cc uit de Ducati Monster komt.

## De Multistradamodellen op een rij
- Multistrada 620 (Dark) (niet meer leverbaar)
- Multistrada 1000 (S) DS (niet meer leverbaar)
- Multistrada 1100 (S) (niet meer leverbaar)
- Multistrada 950  (S)
- Multistrada 1200 (S)
- Multistrada 1260 (S)